# Asturasoma
Asturasoma es un género de miriápodos cordeumátidos de la familia Chamaesomatidae. Sus 2 especies reconocidas son endémicas del norte de la España peninsular.

## Especies
Se reconocen las siguientes:
- Asturasoma chapmani Mauriès, 1982
- Asturasoma fowleri Mauriès, 1982